# Telemarkskanalen
Telemarkskanalen er et nyere navn på to af Telemarks tre kanaler med sluseanlæg. «Norsjø-Skienkanalen», med sluserne i Skien og ved Løveid blev bygget i perioden 1854–1861, og er den ældste af de to kanaler. Den anden oprindelige kanal – «Bandak-Norsjøkanalen» – blev åbnet i 1892. I Europa blev denne kanal betegnet som det «ottende vidunder» da den var færdig. Kanalen blev bygget til transport af varer og passagerer, tømmerflådning og for at hindre oversvømmelse.
Telemarkskanalen består af 18 slusekamre, er 105 km lang og har en højdeforskel (løftehøjde) på 72 m.
Det største sluseanlæg er Vrangfoss som har fem slusekamre og en løftehøjde på 23 m. 
Passagerbådene «Henrik Ibsen» og «Victoria» går i turisttrafik fra Skien til Dalen i Tokke kommune. «Victoria» har sejlet på Telemarkskanalen siden 1882.
Den tredje af kanalerne i Telemarken er Storstraum-Småstraumkanalen, som forbinder Vråvatn med Nisser i Arendalsvassdraget.
Sluseoversigt:
| Sluse     | Løftehøjde | Kammer | Slusetid |
| --------- | ---------- | ------ | -------- |
| Skien     | 5 m        | 1 stk  | 20 min   |
| Løveid    | 10,3 m     | 3 stk  | 35 min   |
| Ulefoss   | 10,7 m     | 3 stk  | 40 min   |
| Eidsfoss  | 10 m       | 2 stk  | 30 min   |
| Vrangfoss | 23 m       | 5 stk  | 60 min   |
| Lunde     | 3 m        | 1 stk  | 15 min   |
| Kjeldal   | 3 m        | 1 stk  | 15 min   |
| Hogga     | 7 m        | 2 stk  | 25 min   |

Maksimummål for trafik i Telemarkskanalen:
| Måleenhed > | Meter | Fod  | Bemærkninger         |
| ----------- | ----- | ---- | -------------------- |
| Mastehøjde  | 16    | 52,5 | 12,8 m Ulefoss–Dalen |
| Længde      | 31,4  | 100  |                      |
| Bredde      | 6,6   | 21   |                      |
| Køldybde    | 2,5   | 8    |                      |